# Rai Isoradio
Rai Isoradio est un service de radio d'information routière italien dédié à la fourniture de rapports de trafic à jour (connus sous le nom de Onda Verde) et de bulletins météorologiques fournis par Aeronautica Militare, d'annonces d'intérêt public de divers gouvernements et organismes publics, informations ferroviaires de Ferrovie dello Stato Italiane,bulletins d'information du GR1, TG3 et musique.
En collaboration avec Autostrade per l'Italia et Autostrada dei Fiori, Rai Isoradio couvre toutes les autoroutes italiennes (principalement à 103,3 MHz). La nuit (de 0h30 à 5h30, appelée Isonotte), le réseau diffuse également de la musique italienne indépendante en continu (interrompu par des informations trafic toutes les 30 minutes).